# Skogssvingel
Skogssvingel (Festuca altissima) är en växtart i familjen gräs.